# 木塔乡 (丁青县)
木塔乡，是中华人民共和国西藏自治区昌都市丁青县下辖的一个乡镇级行政单位。

## 行政区划
木塔乡下辖以下地区：
木塔村和羊塔村。